# Toray Sillook Open 1976
Toray Sillook Open 1976  — жіночий тенісний турнір, що проходив на закритих кортах з килимовим покриттям у Токіо (Японія). Це були незалежні змагання в рамках Туру WTA 1976. Турнір відбувся вчетверте і тривав з 28 вересня до 2 жовтня 1976 року. Перше коло грали в Nichi Dai University Auditorium, а півфінали та фінал відбулись у Yoyogi National Gymnasium. Відбулись лише змагання в одиночному розряді. Перемогла несіяна Бетті Стов, яка заробила 15 тис. доларів.

## Фінальна частина

### Одиночний розряд
Бетті Стов —  Маргарет Корт 1–6, 6–4, 6–3

## Розподіл призових грошей
| Дисципліна       | П       | F       | 3-тє   | 4-те   | ЧФ     |
| Одиночний розряд | $15,000 | $12,000 | $7,000 | $6,000 | $3,250 |